# جيوفاني فيلاني
جيوفاني فيلاني ( النطق الإيطالي: ‎[dʒoˈvanni vilˈlaːni]‏ ؛ ق. 1276 أو 1280 - 1348)   كان مصرفيًا إيطاليًا ومسؤولًا ودبلوماسيًا ومؤرخًا من فلورنسا كتب كتاب Nuova Cronica ( الحوليات الجديدة ) عن تاريخ فلورنسا. كان أحد رجال الدولة البارزين في فلورنسا، لكنه اكتسب سمعة سيئة فيما بعد وقضى فترة في السجن نتيجة لإفلاس شركة تجارية ومصرفية كان يعمل بها. اهتمامه بالتفاصيل الاقتصادية، والمعلومات الإحصائية ، والرؤى السياسية والنفسية وتفصيلها ، يميزه باعتباره مؤرخًا أكثر حداثة في أواخر العصور الوسطى في أوروبا.  يُنظر إلى حولياته على أنها أول من قدم الاحصاء كعنصر فعال في التاريخ.  ومع ذلك ، يشير المؤرخ كينيث آر بارتليت إلى أنه ، على النقيض من خلفائه في عصر النهضة ، فإن «اعتماده على عناصر مثل العناية الإلهية يربط فيلاني بشكل وثيق بتقاليد التأريخ العامية في العصور الوسطى». من الموضوعات المتكررة التي تم توضيحها ضمنيًا من خلال الأحداث المهمة الموصوفة في حولياته، أكد فيلاني أيضًا على ثلاثة افتراضات حول علاقة الخطيئة والأخلاق بالأحداث التاريخية ، وهي أن الإفراط يجلب الكوارث ، وأن قوى الصواب والخطأ في صراع دائم ، وأن الأحداث تتأثر بإرادة الله مباشرة.
أُلهم فيلاني بكتابة حولياته بعد حضوره احتفال اليوبيل بروما في 1300 وملاحظته للتاريخ الموقر لتلك المدينة. لخص فيلاني الأحداث بحولياته سنةً بعد سنة، تبعاً لنمط السردية الخطية. وقدم تفاصيل دقيقة للأحداث الهامة لفلورنسا ومنطقة توسكانا، كأعمال البناء، الفيضانات، الحرائق، المجاعات، والأوبئة
بينما كان منهمكاً بكتابة حولياته مفصلاً بها الخسائر الهائلة للارواح خلال الموت الأسود في 1348، مات فيلاني من الطاعون. استمر أخاه وإبن أخيه بكتابة الحوليات. تلقى عمل فيلاني كلاً من المديح والنقد من قبل المؤرخين المعاصرين. غالباً ما يكون النقد لفيلاني موجهاً لتركيزه على العوامل فوق الطبيعية وتوجيهها للأحداث، أسلوبه التنظيمي بالكتابة، وتمجيده للبابوية وفلورنسا.

### حياته ومسيرته

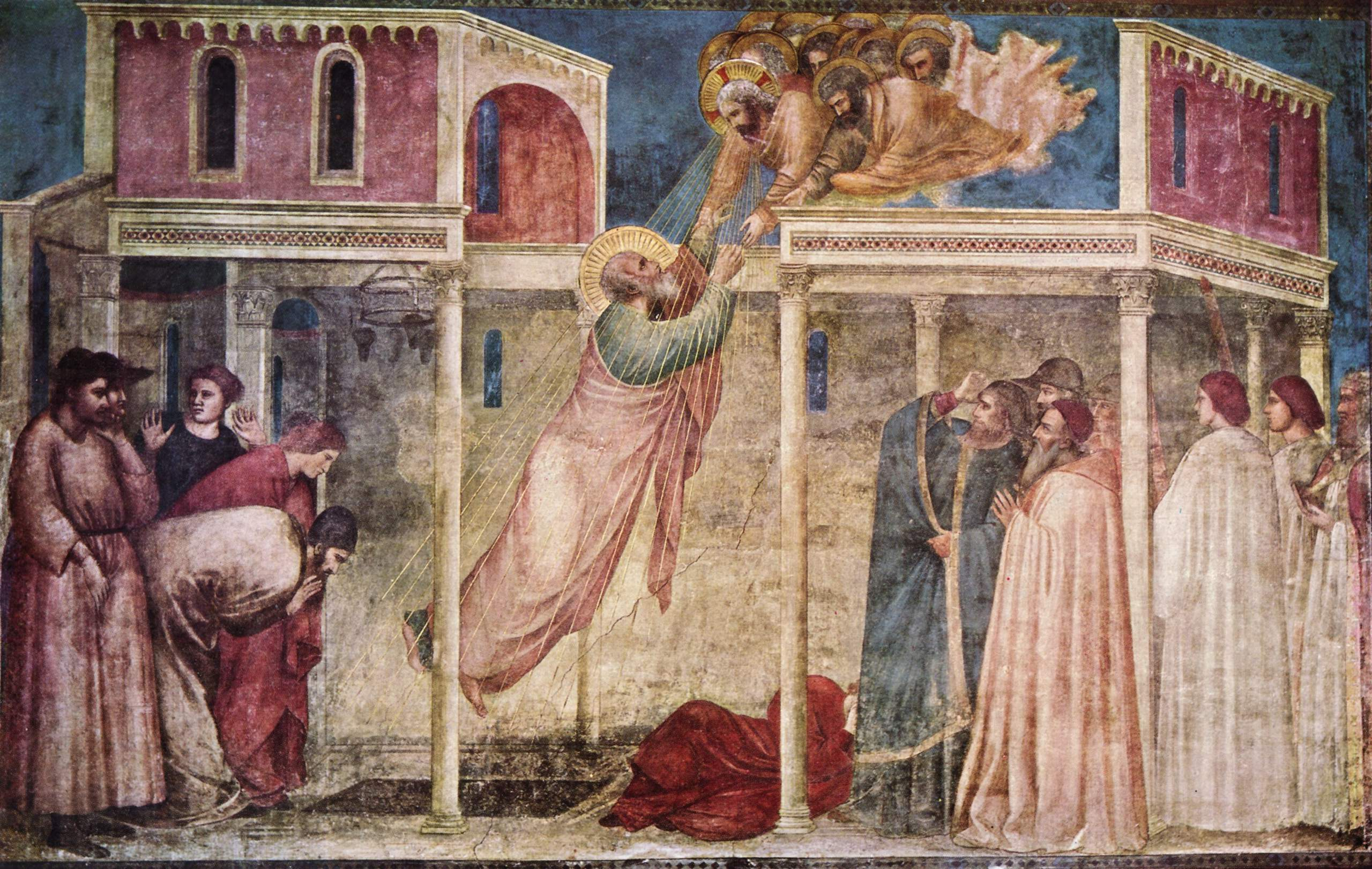
لوحة من قبل جيوتو دي بوندوني في باسيلكا سانتا كروتشي، فلورنسا، داخل المصلى المملوك لمصرفيي بيروتسي؛ وقد أشاد فيلاني بأعمال جيوتو الفنية.

ولد جيوفاني فيلاني لعائلة فلورنسية من تجار الطبقة المتوسطة. كان أباه فيلانو دي ستولدي دي بيلينشيوني، من إحدى العائلات ذات المكانة بالنقابات السبعة الكبرى "arti maggiori". كان فيلاني عضواً بنقابة "Arte di Calimala" (مشطبي الصوف) في فلورنسا منذ 1300، وعضواً في مجلس الثمانية المشرف على النقابة mercanzia. خلال تلك السنة (1300) زار فيلاني روما اثناء احتفالات اليوبيل. بعد معاينته لآثارها القديمة المعروفة ومقراً بشخصياتها التاريخية المشهورة. أُلهم بكتابة حولياته، والتي كتبت كتاريخ كلي لفلورنسا في سردية خطية سنة لسنة. في السنوات الأولى من القرن الرابع عشر، حاز فيلاني على رؤيته السياسية في رحلاته بارجاء إيطاليا، سويسرا، فرنسا، وفلاندرز لصالح مصرف بيروتسي، والذي كان مساهماً به من 1300 حتى 1308. مسافراً للخارج كوكيل للشركة، والتي كان منها يحوز على راتب منتظم بالإضافة لأرباحه كمساهم. في 15 مايو 1306، كان من أوائل عقود التبادل التي ذكرت مدينة بروج، كان عقداً شمل طرفين: جيوفاني فيلاني، ممثلاً عن شركة بيروزي، الذي منح قرضاً لتوماسو فيني، ممثلاً عن شركة غاليراني في سيينا. نقل فيلاني وشقيقه ماتيو معظم أنشطتهما الاقتصادية إلى شركة بووناكورسي بحلول عام 1322. وكان جيوفاني فيلاني مديراً مشاركاً لشركة بووناكورسي في عام 1324. كانت تتولى بووناكورسي إدارة الأنشطة المصرفية وتجارة السلع، إذ نشرت نفوذها في أنحاء إيطاليا وفرنسا وفلاندرز وإنجلترا وعدة أماكن في البحر الأبيض المتوسط.
عاد فيلاني لفلورنسا في 1307، إذ تزوج وأستقر لصالح العمل السياسي للمدينة. وفي 1316 و1317 أصبح احد المَقدمين (منصب كنسي) بفلورنسا. بنفس الوقت شارك دبلوماسياً بالصلح بين بيزا ولكة. وكمدير لدار لسك العملة بدءاً في 1316، جمع دواوينها السابقة وأنشأ سجلًا لجميع العملات المعدنية التي تم سكها في فلورنسا. في 1321، تم اختياره مرة أخرى مُقدماً، وفي عام 1324 تم تكليفه بفحص إعادة بناء أسوار المدينة. ذهب فيلاني ايضاً مع ذهب مع جيش فلورنسا للقتال ضد كاستروتشيو كاستراكاني. دوق لكة، وكان حاضرا في معركة ألتوباسيو أثناء هزيمة فلورنسا. وفي حولياته، قدم وصفًا مفصلاً لسبب عدم قدرة فلورنسا على الاستحواذ على لكة بعد وفاة كاستروتشيو كاستراكاني.
انتشرت المجاعة في جميع أنحاء توسكانا في 1328. من 1329 إلى 1330 كان فيلاني قاضيًا معينًا من قبل البلدية لشؤون التموين وحماية فلورنسا من أسوأ آثار المجاعة. من أجل التخفيف من مستويات الجوع المتزايدة وتخفيف استياء الفلاحين، تم استيراد الحبوب من صقلية عبر تالاموني. وأخذت 60 الف فلورين من خزانة المدينة من قبل كومونة فلورنسا للمساعدة في جهود الإغاثة، وتم الاستيلاء على أفران جميع الخبازين في المدينة من قبل الحكومة حتى يمكن بيع أرغفة الخبز بأسعار معقولة للفقراء الساخطين والجوعى.
أُرسل فيلاني في مهمة دبلوماسية أخرى في عام 1329، هذه المرة إلى بولونيا للقاء الكاردينال برتراند دي بوجيه .  من 1330 إلى 1331 أشرف على صناعة الأبواب البرونزية التي صممها أندريا بيسانو للمعمودية .

## روابط خارجية
- يقدم «كتاب القرون الوسطى» لفوردهام مقتطفات منيرة ولذيذة من فلورنتين كرونيكل.
- سجلات Villani's Chronicles Rose E. Selfe الترجمة الإنجليزية لاختيارات Dante ذات الصلة.
- جيوفاني فيلاني: لا نوفا كرونيكا - Un'opera emblematica della storiografia trecentesca (بالإيطالية)
- + جيوفاني مؤلفات جيوفاني فيلاني في مشروع غوتنبرغ
- يعمل عن طريق أو عن جيوفاني فيلاني